# Raymond Radiguet
Raymond Radiguet (Saint-Maur-des-Fossés, 1903. június 18. – Párizs, 1923. december 12.) francia író, "a francia próza csodagyereke". Tizenkilenc évesen írta A test ördögé-t (Le diable au corp), húszéves korában az Orgel gróf báljá-t (Le bal du comte D'Orgel), majd nagyon fiatalon hunyt el.

## Magyarul
- A test ördöge; ford. Zigány Miklós, bev. Vajda Endre; Magvető, Bp., 1958
- Orgel gróf bálja; ford. Benyhe János; inː A bál. Francia kisregények; Európa, Bp., 1965
- Ördögi portéka; Raymond Radiguet et al. művei; utószó Ardó Mária, Keleti István, NPI, Bp., 1971 (Színjátszók kiskönyvtára)